# Мосток (Брянская область)
Мосток — деревня в Жуковском районе Брянской области, в составе Жуковского городского поселения. 
 Примыкает к северо-восточной окраине города Жуковки. Население — 230 человек (2010).

## История
Возникла в начале XX века как выселки; до 2005 года входила в Гришинослободский сельсовет.
| Год       | 1926 | 1979 | 1989 | 2002 | 2010 |
| --------- | ---- | ---- | ---- | ---- | ---- |
| Население | 142  | 160  | 171  | 232  | 230  |